# Alfabeto fonotípico inglés

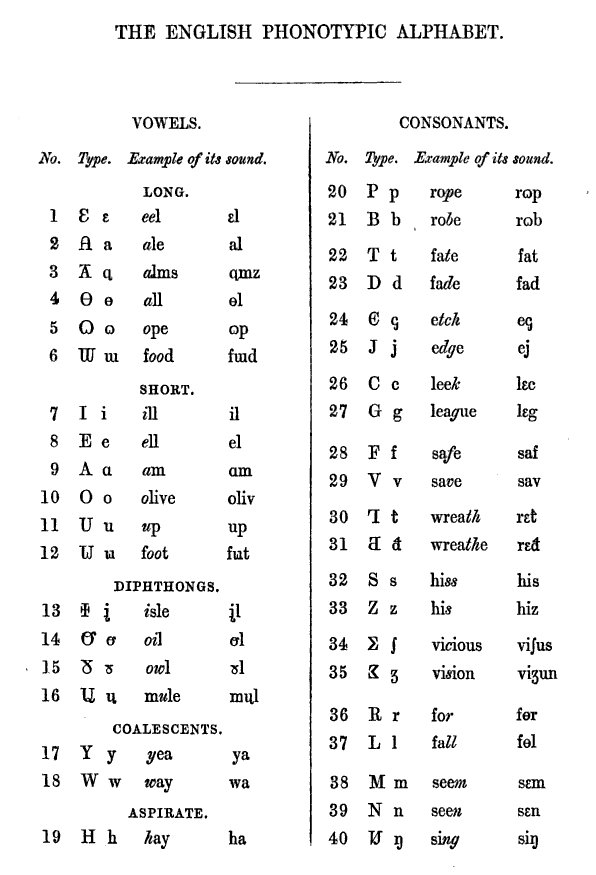
Letras del alfabeto fonotípico inglés

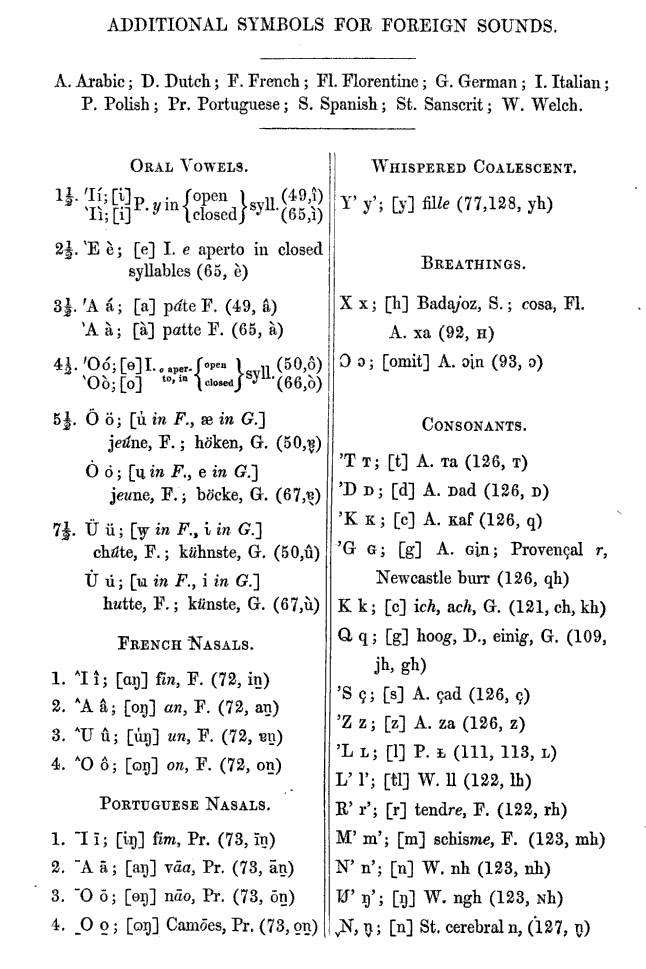
Letras adicionales para otros idiomas en 1845.

El alfabeto fonotípico inglés es un alfabeto fonético desarrollado por Sir Isaac Pitman y Alexander John Ellis originalmente como una propuesta de reforma ortográfica del idioma inglés. Aunque nunca obtuvo una amplia aceptación, algunos de sus elementos se incorporaron al moderno alfabeto fonético internacional.
Fue publicado originalmente en junio de 1845. Posteriormente, se publicaron adaptaciones que extendieron el alfabeto al alemán, al árabe, al español, al toscano, al francés, al galés, al italiano, al neerlandés, al polaco, al portugués y al sánscrito.